# Hemisphaerius signifer
Hemisphaerius signifer är en insektsart som beskrevs av Walker 1851. Hemisphaerius signifer ingår i släktet Hemisphaerius och familjen sköldstritar. Inga underarter finns listade i Catalogue of Life.